# Baqa-Jat
Baqa-Jat es una ciudad del distrito de Haifa de Israel. Según la Oficina Central de Estadísticas de Israel (CBS), a finales de 2005 la ciudad tenía una población de 31,000 habitantes.